# Resolució 649 del Consell de Seguretat de les Nacions Unides
La Resolució 649 del Consell de Seguretat de les Nacions Unides, fou adoptada per unanimitat el 12 de març de 1990 després de notar un informe del Secretari General de les Nacions Unides en una recent reunió entre els líders de les "dues comunitats" a Xipre i recordant la Resolució 367 (1975), el Consell lamenta que, en els 25 anys posteriors a l'establiment de la Força de les Nacions Unides pel Manteniment de la Pau a Xipre, no s'hagi trobat una solució a la situació.
El Consell va reafirmar, en particular, reunions entre els líders de la República de Xipre i de la República Turca de Xipre del Nord, en 1977 i 1979, en què es van comprometre a establir una "República Federal de Xipre". Va instar a tots dos a continuar els seus esforços, juntament amb el Secretari General, per trobar una solució mútuament acceptable per a l'establiment d'una federació, demanant a tots dos que completessin un acord general acordat el 1989.
La Resolució 649 va demanar al Secretari General que formulés suggeriments als dos líders per resoldre la situació i informés sobre el progrés de les discussions abans del 31 de maig de 1990.